# Arrested Development
Arrested Development este un serial de televiziune american de tip sitcom, în 84 de episoade de 22 de minute, creat de Mitchell Hurwitz. Primele trei sezoane au fost difuzate între 2 noiembrie 2003 și 10 februarie 2006 de televiziunea Fox. Al patrulea sezon a fost difuzat șapte ani mai târziu, de la 26 mai 2013, pe site-ul Netflix, rolurile principale fiind preluate de actorii originali, iar scenariul și regia i-au aparținut tot lui Hurwitz. Pe 17 mai 2017, Netflix a comandat un al cincilea sezon cu distribuția completă. Al cincilea sezon este format din 16 episoade, primele opt difuzate pe 29 mai 2018, iar ultimele opt difuzate pe 15 martie 2019.

## Sinopsis
Exasperat de membrii familiei sale, fiecare mai iresponsabil decât celălalt, Michael Bluth, văduv și tată al unui fiu de 13 ani, decide să se mute în Arizona pentru a începe o nouă viață acolo. Din păcate, chiar înainte de plecare, tatăl său, care conduce afacerea familiei, este arestat pentru un caz de abuz de bunuri corporative. Fondurile familiei sunt blocate, afectând întreaga familie obișnuită cu un anumit stil de viață. Plin de remușcări, Michael decide să rămână pentru a-i ajuta pentru că, așa cum spune el, „Sunteți cu toții fără speranță, dar sunteți familia mea!”

## Distribuție și personaje

### Roluri principale
- Jason Bateman : Michael Bluth, văduv care își crește singur fiul
- Portia de Rossi : Lindsay Bluth Fünke, sora geamănă a lui Michael, se gândește doar la cumpărături și acte de caritate
- Will Arnett : George Oscar „G.O.B.” Bluth, fratele mai mare al lui Michael și magician
- Michael Cera : George Michael Bluth, fiul lui Michael
- Alia Shawkat : Mae „Maeby” Fünke, fiica lui Lindsay și Tobias
- Tony Hale : Byron „Buster” Bluth, cel mai tânăr dintre frați, ușor retardat, student, încă dependent de mama sa.
- David Cross : Tobias Fünke, soțul lui Lindsay, fost psihiatru, presupus homosexual, căutând nu fără dificultate să devină actor
- Jeffrey Tambor : George Bluth Senior, tatăl / Oscar Bluth, fratele geamăn
- Jessica Walter : Lucille Bluth, mama
- Ron Howard : povestitorul / el-însuși (sezonul 4)

### Roluri secundare
- Liza Minnelli : Lucille 2, vecina și rivala lui Lucille
- Henry Winkler : Barry Zuckercorn, avocatul familiei
- Judy Greer : Kitty Sanchez, secretara lui George Bluth Senior
- Leonor Varela apoi Patricia Velásquez : Martha Estrella
- Justin Grant Wade : Steve Holt
- Julia Louis-Dreyfus : avocata Maggie Lizer
- Justin Lee : Annyong Bluth
- Ben Stiller : Tony Wonder, magician, idolul lui Gob
- Charlize Theron : Rita, iubita retardată a lui Michael
- Scott Baio : Bob Loblaw

## Premii
- Premiile Emmy 2004  :
  - Cel mai bun serial de comedie
  - Distribuție remarcabilă pentru un serial de comedie
  - Cel mai bun scenariu pentru episodul pilot
  - Cea mai bună regie pentru episodul pilot
  - Cel mai bun montaj pentru episodul pilot
- Premiile Emmy 2005  : Cel mai bun scenariu pentru Righteous Brothers
- Globurile de Aur 2005: Cel mai bun actor într-un serial de comedie pentru Jason Bateman